# قلنسوة لبدية
القلنسوة اللِبديّة هي قبعة لبادية بلا حواف كانت ترتدى في اليونان القديمة وإتروريا وإيليريا (بانونيا)، كما أُدخلت لاحقاً إلى روما القديمة.